# Spathulibracon dayi
Spathulibracon dayi är en stekelart som beskrevs av Donald L.J. Quicke 1989. Spathulibracon dayi ingår i släktet Spathulibracon och familjen bracksteklar. Inga underarter finns listade i Catalogue of Life.